# Nordgraben (Masilkenschloot)
Der Nordgraben ist ein Schloot auf dem Gebiet der Stadt Wittmund im Landkreis Wittmund in Ostfriesland. Er entspringt im Süden der Bundesstraße 210 in der Nähe des Heidlandswegs, der zu Updorf gehört, verläuft nach Süden und mündet in den Masilkenschloot. 